# Голая (альбом)
«Голая» — дебютный студийный альбом российской поп-группы «Градусы», выпущенный 3 марта 2011 года. Диск достиг 4-го места в российском чарте альбомов «Россия Топ-25. Альбомы».

## Создание песен и запись
В интервью курскому новостному порталу группа рассказала, как пишет песни, отметив, что Руслан Тагиев всегда ходит с диктофоном, чтобы записать придуманную мелодию. При этом участники коллектива сказали, что не пишут песню специально, как хит: «Если ты пытаешься написать хит, то 90 процентов, что у тебя этого не получится. Поэтому у нас никогда не звучат фразы типа: „Давай напишем хит“. Мы так целенаправленно ни разу не пытались написать хит. Мы не знаем, как это делать». После записи на диктофон, Пашков и Тагиев создавали «скелет» песни на компьютере, после чего исполняли её на концерте и если её принимали хорошо, то композиция исполнялась и дальше. Песня «Режиссёр» была написана Пашковым в состоянии депрессии, за 5-6 лет до её издания. Когда Роман показал песню Тагиеву, то они изменили её тональность, при этом Руслан отвечал только за аранжировку, а слова, мелодию и аккорды писал Роман.
Во время посещения утреннего шоу «ЗапуSKY!» на «SKY Радио», Руслан сказал, что «было трудно выбрать из 557 песен те самые 12» и участники группы скрупулёзно подошли к подбору материала для альбома. Руслан Тагиев также рассказал о создании песни «Голая», которая по большей части была написана Романом Пашковым:

Понимаете, если из-под одного пера выходит текст такой песни, то здесь нельзя влиться, чтобы «помочь». Это сразу будет слышно, что текст песни высосан из пальца. Поэтому Роман и взялся. Поначалу были варианты, где я пою, но потом решили сделать так, как вы слышите, то есть «Голая» — песня, которую Роман написал, спел и снялся в клипе со своей девушкой, которой, собственно говоря, песня-то и посвящена. Отчасти это секрет, отчасти уже нет.— Руслан Тагиев
В интервью порталу «101.ru» участники группы рассказали о работе над записью альбома. Роман Пашков сказал, что особых проблем с записью не возникло, однако «зачастую было просто лень подняться с кровати». Руслан Тагиев рассказал о записи более подробно, отметив, что: «Порой казалось, что трек готов, а через пару дней становилось понятно, что это — полный отстой. Или нам об этом говорили наши друзья. Благодаря их критике, альбом получился именно таким, как мы и хотели».

## Продвижение и релиз
Ещё до выхода альбома в его поддержку было выпущено четыре сингла. Три из них попали в десятку российского чарта цифровых синглов («Режиссёр», «Кто ты?» и «Я больше никогда»). Четвёртый сингл «Голая» возглавил чарт после релиза альбома, дебютировав на первом месте. 27 февраля альбом был представлен в эфире «Европы Плюс», где были проиграны все песни с альбома и состоялся конкурс. Сообщения о релизе появились 2 марта 2011 года. На сайте «Tophit» и официальном сайте группы появился пресс-релиз альбома. Говорилось, что альбом должен выйти 3 марта, общим тиражом в 25 тысяч экземпляров (первоначальный релиз в 5 тысяч, с дополнительным DVD-диском и обычный тираж в 20 тысяч дисков). Также была запланирована презентация альбома, прошедшая 25 марта в московском клубе «Б1». При этом коллектив организовал флэш-моб на презентации. Участники коллектива сообщили: «Будут лошкаря, гусляры, балалаешники, медведи и мы, группа „Градусы“. Ещё у нас была идея сделать в этот вечер особенный дресс-код. Уже догадались, какой? Точно! Но потом мы решили ограничится таким веселым флэш-мобом: все голые пройдут на концерт бесплатно! Так что, РАЗДЕВАЙТЕСЬ!». Несмотря на объявленную дату релиза, альбом поступил в продажу только в конце марта.
25 марта прошла презентация альбома, в виде концерта. Концерт открывала песня «Кто ты?», а также были исполнены все песни с альбома и песни в него не вошедшие («Радио-Дождь»). Во время исполнения композиции «Режиссёр» в песне была сделана вставка из «Can’t Stop», группы «RHCP». На сайте «Intermedia.ru» писали о концерте: «…больше всего пришедшие на концерт ждали последний радиохит группы — заглавную композицию альбома „Голая“. Её коллектив вышел исполнять уже на бис в оригинальных костюмах: Руслан был одет в белый фартук на голое тело и поварской колпак, а Роман и вовсе вышел в костюме „пиццы“. На симпатичном солисте красовалась шляпа, галстук и коробка из-под пиццы вместо трусов, что вызвало бурную реакцию зрителей, среди которых, несмотря на объявленный конкурс, голых не наблюдалось». В продвижение пластинки группа разместила на YouTube пятиминутное видео-интервью об альбоме, которое также доступно на официальном сайте коллектива.

## Тематика песен
Роман Пашков объяснял, что пишет тексты песен, основываясь на жизни участников коллектива. По его словам, прежде всего в них затрагивается лёгкое отношение к жизни, то, что происходит с участниками группы. Он утверждал: «…[Мы]хотим поделиться со слушателями своими ощущениями от жизни, от ситуаций, пережитых нами. Поэтому и рифмы простые и темы бытовые». Руслан Тагиев в свою очередь, говорил о том, что основной темой песен группы так или иначе выступает любовь, просто она может выражаться по-разному: «Наша школа — отрицание всех школ, по крайней мере, нам так хочется думать, хочется в это верить. Конечно, мы все равно придерживаемся какого-то канона, но не потому, что пытаемся завладеть публикой, понять конъюнктуру и рубить бабло. Нет! Просто люди даже во всем своем многообразии в некотором роде похожи друг на друга. Поэтому у нас и тексты, так или иначе, о любви». Он также уточнял, что многое в текстах группы приходит «из жизни»: «Мы попадаем под чье-нибудь влияние, под депрессию после пьянки, фильмы, расставания с друзьями-близкими — все это в сублимации рождает какой-то текст».
Композиция «Режиссёр» затрагивает тему построения своей собственной жизни. Участники коллектива говорили, что эта тема также связана с их мироощущением, так как им хочется быть «режиссёрами» как в своей жизни, так и в творчестве, при это отрицая все сложившиеся каноны:

Мы неоднократно с Романом сходились в некоторых разговорах на понимании, что ему во мне, а мне в нём нравится то, что нами движет — отрицание нашей и всех школ. Так хочется. Хочется такими быть.— Руслан Тагиев
У песни также есть и другое значение, озвученное Тагиевым. «„Враг мой, бойся меня“ — это не про конкретного человека, это о том, что человек не прогибаем, не прошибаем», — объяснял Руслан о строчках песни. Композиция «Голая» посвящена девушке Романа Пашкова.

## Музыка и тексты
Наш конек – это тексты! Мы будем стараться и дальше «протыкать» слушателей новыми «фишками». Хочется писать правду жизни, но хочется делать это вкусно, а не песенками про «зеленую долину, пойдем со мной и я подарю тебе звезду». Никогда вы от нас такого не дождетесь! Слишком много людей это делают и слишком круто они это делают, для того, чтобы мы сделали гораздо лучше!
Музыкальной основой альбома стал стиль «позитивного поп-рока», при этом он был смешан с рэгги, диско, фанком и R&B. Критики особенно отметили схожесть звучания со стилем групп «Уматурман» и «Бумбокс». В газете «Коммерсантъ» стиль группы описали, как «облегченную для России версию поп-мейнстрима 90-х». В песнях используются «атмосферные» гитары, бас, барабаны, украшенные легкими синтезаторными аранжировками, а также «расслабленный вокал, назойливые скретчи и „растаманский“ речитатив». Роман Пашков исполнил основные вокальные партии на альбоме, а Руслан Тагиев отвечал за бит-бокс, регаттоновские вставки и свист.
В лирике альбома присутствует «подростковость, взгляд на жизнь в розовых очках», а также «широко затронута банальная социальная тематика». Хотя тексты были названы «незатейливыми», отмечалось, что в них есть запоминающиеся припевы и «ударные фразы». В песнях группы также использовалась ненормативная лексика. В отношении этого участники коллектива говорили, что «это не для того, чтобы вставить мат в песню. Просто так надо». «Мы же не пытаемся никому угодить, честно говоря. Просто бывает, слово не вырубишь топором: оно вписалось туда, и его уже ничем не заменишь. Было много ситуаций сплошь и рядом, когда мы пытались заменить слово, а оно не заменяется», — объяснял Руслан Тагиев.
Первая композиция альбома «Кто ты?» выполнена в манере зажигательной регги-мелодики и обладает ироничной лирикой. Песня «Бледные Поганки» была причислена к жанру рэп-музыки. На сайте проекта «МирМэджи» пишут, что «это чистый рэп, классический, прямо скажем, совсем не вписывающийся в то, что в целом представлено на альбоме», хотя Алексей Мажаев причислил песню к лирическому, хотя и ироничному R&B, а Дмитрий Прочухан отметил минорный настрой песни. Далее следует «самая веселая и задорная песня» на альбоме, под названием «Лох». «Я больше никогда» — это лирическая баллада, где был использован звук свиста. «Водка» и «Романтики» сочетают в себе элементы поп-музыки, рэгги и фанка. Песня «Голая» стилизована под диско и в ней использованы запоминающиеся обороты, навроде: «Если я заболею, я сам себе поставить банки сумею». Алексей Мажаев написал о композиции, что «это такая всеформатно-подпевательная песня, созданная будто специально для лидирующих позиций в сводном плей-листе радиостанций».

## Критика
Дмитрий Прочухан из «NewsMusic.ru» в целом положительно описал пластинку. «Все-таки фирменный стиль группы больше подчеркивают динамичные композиции, сочетающие в себе черты поп-музыки, регги и фанка — такие как „Водка“ и „Романтики“, находящиеся в середине трек-листа» — отмечает автор, при этом были плохо оценены минорные композиции. В целом автор высказал мнение, что дебютный альбом показывает: группа не зря стала номинантом на премию Муз-ТВ. В «Stereo[Lab]» также положительно описали пластинку, отметив, что «„Градусы“ на своем дебютном альбоме, целей просвещать и делиться неким опытом о прошлом не ставят… Просто и ненапряжно развлекают, и у них это получается».
Отрицательно альбом был оценен на сайте «МирМэджи». В издании пишут, что «получился пофигистический альбом. Наверное, для отвлечения масс от дел насущных — это лучшая пластинка. Нелогичен этот альбом тем, что поют о сладкой и бесшабашной жизни дядьки, которым лет под 40. Это умиляет и одновременно вводит в ступор». Денис Ступников из «Km.ru» также негативно отозвался о пластинке. По его мнению, «современный обыватель не привык думать. Находясь ежедневно в круговороте событий, он воспринимает реальность вот такими вот бессвязными фрагментами. Неудивительно, что с малоинтересным типом из песен „Градусов“ он ощущает своё кровное родство». При этом группа была сравнена с коллективами «УмаТурман» и «Бумбокс». Василий Трунов из «Vip74.ru» дал смешанную оценку альбому. Автор пишет, что «саунд „Градусов“ заточен под „формат“, под быстрый коммерческий успех», при этом отметив запоминающиеся фразы в песнях.
Алексей Мажаев из «Intermedia.ru» положительно оценил альбом (4 балла из 5). Рецензент пишет, что: «Позитивный поп-рок, нагловатая подача, раскованные тексты — востребованный товар, чем и воспользовались „Градусы“». Он также отметил, что участники группы «вряд ли сознательно, но интуиция в этом случае тождественна таланту, — довольно причудливо смешали с поп-роком арэнби и даже регги „бумбоксовского“ толка». В газете «Коммерсантъ» также положительно описали пластинку, сказав что она позволила группе полностью раскрыть свой потенциал. «Вероятность, что их тексты когда-либо попадут в школьную программу, близится к нулю, но даже тот факт, что поп-пластинку можно слушать без отвращения, уже вселяет оптимизм», — отметили в издании. Владимир Полупанов из «Toppop.ru» позитивно отозвался об альбоме в своей авторской колонке: «…альбом „Голая“ группы „Градусы“ меня по-хорошему зацепил […] Там много брутальной взрослой лирики и совсем нет соплей, как у нынешнего фаворита поп-сцены, шансонье Стаса Михайлова».
Обозреватель журнала «ТВ ПАРК», подводя музыкальные итоги 2011 года, отметил: «Согласитесь, шлягер „Голая“ — этот жизнерадостный гимн гетеросексуализму („Нравится мне, когда ты голая по квартире ходишь и, несомненно, заводишь…“) и „трибьют“ музыкальному наследию Эннио Морриконе — один из главных лейтмотивов прошлого лета».

## Коммерческий успех альбома
Альбом дебютировал на 22 позиции в российском чарте альбомов «Россия Топ-25. Альбомы» 1 апреля 2011 года. После альбом покинул чарт, пока не вернулся на 10-ю позицию 13 мая 2011 года. В следующие две недели диск поднялся на шесть позиций в чарте, достигнув 4-го места.

## Список композиций
| №   | Название                                | Автор(ы)                         | Длительность |
| --- | --------------------------------------- | -------------------------------- | ------------ |
| 1.  | «Кто ты?»                               | Р. Тагиев, Р. Пашков             | 3:28         |
| 2.  | «Бледные Поганки»                       | Р. Тагиев, Р. Пашков             | 3:42         |
| 3.  | «Лох»                                   | Р. Пашков                        | 3:12         |
| 4.  | «Режиссёр»                              | Р. Тагиев, Р. Пашков             | 3:42         |
| 5.  | «В городе N»                            | Р. Тагиев, Р. Пашков             | 3:21         |
| 6.  | «Я больше никогда»                      | Р. Тагиев, Р. Пашков             | 4:09         |
| 7.  | «Водка»                                 | Р. Тагиев, Р. Пашков             | 3:17         |
| 8.  | «Романтики»                             | Р. Тагиев                        | 4:45         |
| 9.  | «Время моё»                             | Р. Тагиев, Р. Пашков             | 3:51         |
| 10. | «Голая»                                 | Р. Тагиев, Р. Пашков             | 4:10         |
| 11. | «Чердак»                                | Р. Тагиев, Р. Пашков, А. Папазян | 3:28         |
| 12. | «Запишу своё сердце на секцию плавания» | Р. Тагиев, Р. Пашков             | 3:23         |
| 13. | «Режиссёр» (Black & Jeff Remix)         | Р. Тагиев, Р. Пашков             | 3:33         |
| 14. | «Кто ты?» (Gazpromo Remix)              | Р. Тагиев, Р. Пашков             | 3:38         |

## Чарты
| Страна (Чарт)                    | Высшая Позиция |
| -------------------------------- | -------------- |
| Россия (Россия Топ 25. Альбомы.) | 4              |